# Metadriopea albomaculata
Metadriopea albomaculata là một loài bọ cánh cứng trong họ Cerambycidae.